# All Fall Down
"All Fall Down" är den andra singeln från det brittiska New Romantic/Electrobandet Ultravoxs album U-Vox.
Den skrevs av bandmedlemmarna Midge Ure, Chris Cross och Billy Currie.
Den låg fem veckor på englandslistan och nådde som bäst en trettionde (30) placering.

## Låtlista

### 7"-versionen
- "All Fall Down" - 5:07
- "Dreams?" - 2:30

### 12"-versionen"
- "All Fall Down (Extended Mix)" - 7:40
- "Dreams?" - 2:30
- "All Fall Down (Instrumental)" - 5:34